# Bernardo Castello

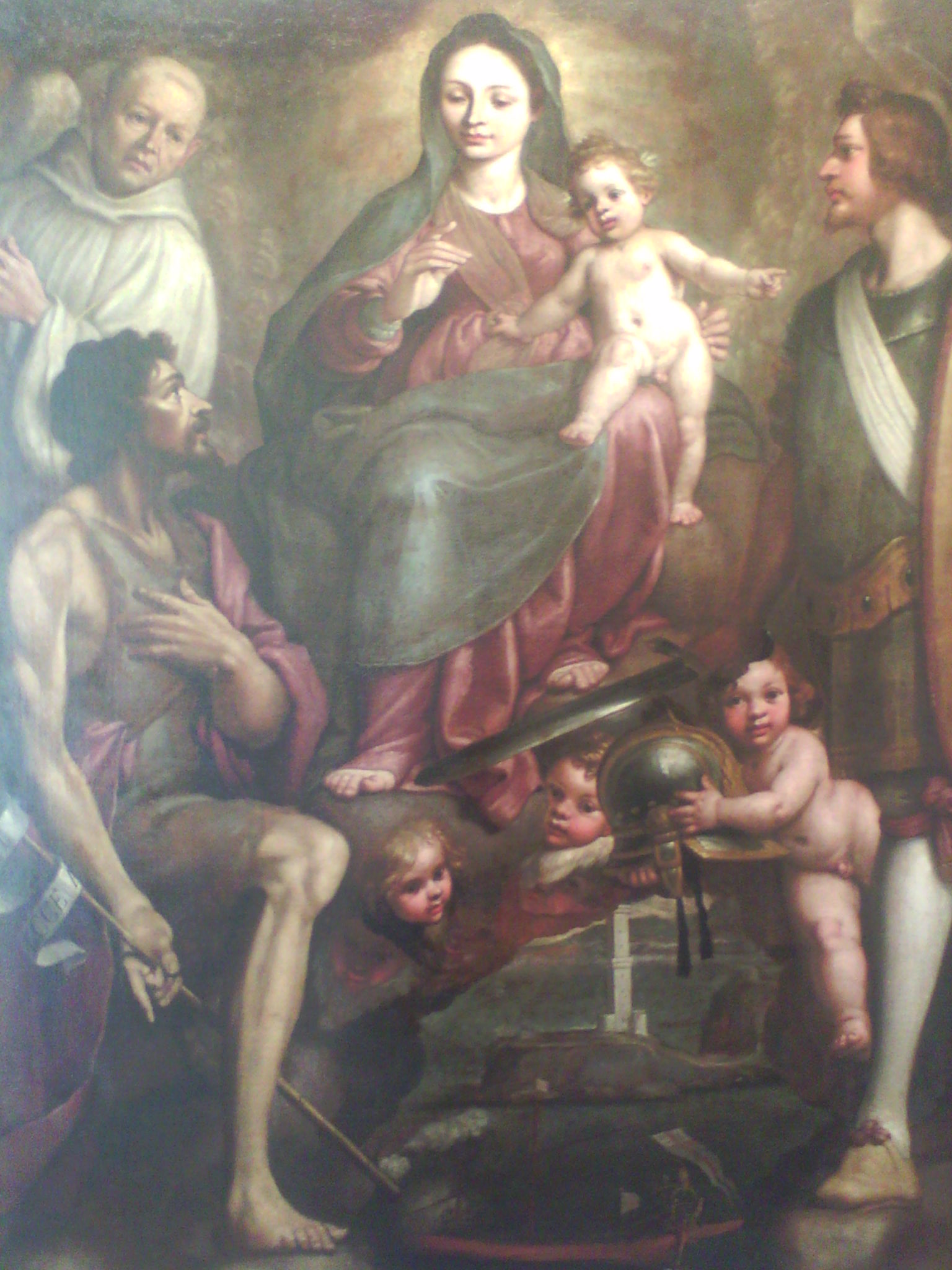
Madonna col Bambino, san Giovanni Battista e san Giorgio, exposto no Palazzo Bianco (Gênova)

Bernardo Castello (Gênova, 1557 — Gênova, 4 de outubro 1629) foi um pintor italiano renomado por seus quadros com inspiração histórica. Ele nasceu em Albaro, atualmente um bairro de Gênova, Itália.
Bernardo Castello foi aprendiz de Alessandro Semini e de Luca Cambiaso. Muito embora é preciso fazer distinção entre a sua pessoa e a do artista Giovanni Battista Castello, Il bergamesco, que foi um amigo (mais idoso) e colaborador de Cambiasi. 
Bernardo Castello foi amigo de Torquato Tasso, e tomou a si a responsabilidade de idealizar as peças de La Gerusalemme Liberata (Jerusalém libertada, em português). Alguns desses tendo sido construidos por Agostino Carracci. 
Além de pintar várias obras em Gênova, em maior parte num estilo considerado por muitos como bastante rápido e superficial, Bernardo Castello também foi empregado em Roma, e pela corte do Duque de Saboia.
Valerio Castello foi filho de Bernardo Castello.